# Scoglio Polari
Lo scoglio Polari (in croato Pulari) è un isolotto disabitato della Croazia, situato lungo la costa occidentale dell'Istria, a sud del canale di Leme e sudest di punta Corrente (rt Kurent).
Amministrativamente appartiene alla città di Rovigno, nella regione istriana.

## Geografia
Lo scoglio Polari si trova di fronte all'ingresso dell'insenatura di Valle Polari (uvala Pulari), nei pressi di punta Polari (rt Črnjeka) e di punta del Moro o dei Mauro (uvala Mavar). Nel punto più ravvicinato dista 335 m dalla terraferma (punta del Moro) e circa 385 m da punta Polari.
Polari è un piccolo isolotto dalla forma trapezoidale irregolare, con la base minore rivolta a sudovest, che misura 155 m di lunghezza e 135 m di larghezza massima. Ha una superficie di 0,019 km² e uno sviluppo costiero di 0,522 km.

### Isole adiacenti
- Scoglio Revera (Revera), scoglio situato 480 m a sud di Polari.
- Vestre (Veštar), isolotto situato a circa 1,4 km a sudest di Polari.

### Cartografia
- (HR) Mappa topografica della Croazia 1:25000, su preglednik.arkod.hr.